# Víktor Kossitxkin
Víktor Kossitxkin   (Rybnovsky District, 25 de febrer de 1938 - Moscou, 30 de març de 2012) fou un patinador de velocitat sobre gel rus que va competir sota bandera de la Unió Soviètica durant la dècada de 1960.

## Carrera esportiva
Especialista en llargues distàncies, en els Jocs Olímpics d'Hivern de 1960 realitzats a Squaw Valley (Estats Units) aconseguí la medalla d'or en la prova de 5.000 metres i la medalla de plata en la prova de 10.000 metres. Participà en els Jocs Olímpics d'Hivern de 1964 realitzats a Innsbruck (Àustria) on finalitzà quart en la prova de 5.000 metres i sisè en la prova de 10.000 metres.
Al llarg de la seva carrera es proclamà campió de la Unió Soviètica en quatre ocasions en la distància de 5.000 metres i cinc en la distància de 10.000 metres, així com campí de la combinada el 1961. En el Campionat del món de patinatge de velocitat aconseguí la victòria general l'any 1962, a més de ser segon els anys 1961 i 1964; i en el Campionat d'Europa aconseguí la victòria el 1961 i el tercer lloc el 1965.